# Badlands (visoravan)
Badlands je suha visoravan dugo 160 km u zapadnom dijelu Južne Dakote, površine 5200 km². Nalazi se između rijeka White i Cheyenne. Dio Badlandsa je nacionalni park (Badlands, 983 km², divljina Badlands ). Po imenu badlandsa nazivaju se suha područja ovakva reljefa.